# Ivan Šaško
Ivan Šaško (Đivan kod Vrbovca, 1. kolovoza 1966.) prelat je Katoličke Crkve i pomoćni biskup zagrebački.

## Životopis
Rođen je 1. kolovoza 1966. u Đivanu, kao najmlađi sin pokojnih roditelja Stjepana († 1997.) i Ljubice (rođ. Pečnjak) († 2009.), a 10. kolovoza kršten je u župnoj crkvi svetoga Lovre u župi Lovrečka Varoš. Prva četiri razreda osnovne škole pohađao je u Banovu (Područna škola Osnovne škole u Vrbovcu), a ostala četiri u Vrbovcu. Nakon osmogodišnje škole, godine 1981. stupio je u Nadbiskupsko dječačko sjemenište u Zagrebu. Nakon završenoga školovanja u Interdijecezanskoj srednjoj školi za spremanje svećenika u Zagrebu i nakon mature (1985.) ispunio je vojnu obvezu.
U jesen 1986. postao je članom bogoslovske zajednice u Nad-biskupskome bogoslovnom sjemeništu u Zagrebu te započeo filozofsko-teološki studij na Katoličkome bogoslovnom fakultetu u Zagrebu. Po završetku druge godine studija, god. 1988., odlazi u Rim, u Papinski zavod Germanicum et Hungaricum (gdje ostaje do 1994.) te nastavlja studij na Papinskome sveučilištu Gregoriana u Rimu i završava ga 1991. godine. Ta je godina u njegovu životu obilježena đakonskim ređenjem (4. svibnja u Rimu u crkvi Il Gesu), te početkom poslijediplomskoga studija i specijalizacije u liturgici na Papinskome liturgijskom institutu sv. Anzelma, također u Rimu. Za prezbitera Zagrebačke nadbiskupije zaredio ga je kardinal Franjo Kuharić u zagrebačkoj prvostolnici 28. lipnja 1992. godine. 
Magistrirao je 10. lipnja 1994. (mentor: prof. Matias Augé). Iste godine postao je članom zajednice u Papinskome hrvatskom zavodu sv. Jeronima i nastavio s pisanjem doktorske disertacije. U Zavodu je ostao do povratka u Domovinu 1996. godine, kada je bio izabran u zvanje asistenta pri Katedri za liturgiku Katoličkoga bogoslovnog fakulteta Sveučilišta u Zagrebu. Godinu dana kasnije, 28. studenoga 1997., obranio je u Rimu doktorsku disertaciju na temu: Dona, munera, sancta sacrificia – in omnibus… facere digneris: dinamismi pneumatologici del Canone Romano. Ricerca e proposta per una rilettura teologico-liturgica (mentor: prof. Achille M. Triacca). Od 2000. godine radio je kao docent pri istoj Katedri, kojoj je bio pročelnik od 2002. do 2007. 
Od 2001. godine bio je član Zbora prebendara zagrebačke prvostolnice, a 2008. godine imenovan je kanonikom Prvostolnog kaptola zagrebačkog. U siječnju 2005. imenovan je predsjednikom Povjerenstva za osnivanje katoličkoga sveučilišta, a i danas, nakon što je 2006. osnovano Sveučilište, vrši službu predsjednika Povjerenstva Hrvatskoga katoličkog sveučilišta. U travnju 2005. izabran je za izvanrednoga profesora pri Katedri za liturgiku KBF-a. Od dužnosti na Fakultetu posebno je vrijedno spomenuti da je nadstojnik Knjižnice KBF-a i član uredništva znanstvenoga časopisa Bogoslovska smotra. 
Uz Fakultetske dužnosti, član je raznih odbora i vijeća, od kojih su najvažnije:
- član Liturgijskoga vijeća Hrvatske biskupske konferencije
- član Nadbiskupijskoga odbora za sakralnu umjetnost Zagrebačke nadbiskupije
- član Središnjega povjerenstva Druge sinode Zagrebačke nadbiskupije i član njegova Poslovnoga odbora
- član Prezbiterskoga vijeća Zagrebačke nadbiskupije i njegova Poslovnoga odbora
- član Zbora savjetnika Zagrebačke nadbiskupije
- izvršni urednik godišnjaka Crkvena kulturna dobra
- član Hrvatskoga instituta za liturgijski pastoral pri Hrvatskoj biskupskoj konferenciji
- član uredničkoga vijeća liturgijsko-pastoralnoga lista Živo vrelo i dr.

U listopadu 2005. sudjelovao je u radu XI. Redovite opće biskupske sinode (o euharistiji) u Vatikanu, u skupini pomoćnika Posebnoga tajnika Sinode. Prigodom svih triju pohoda pape Ivana Pavla II. Hrvatskoj, bio je jedan od odgovornih za pripremanje liturgijskih slavlja. 
Uz znanstveno-nastavni i stručni rad, uz objavljivanje radova i sudjelovanje na domaćim i međunarodnim skupovima, priredio je razna izdanja vezana uz liturgiju, a bavi se i prevodilaštvom.
Dana 11. veljače 2008. godine papa Benedikt XVI. imenovao ga je za zagrebačkog pomoćnog biskupa i naslovnog biskupa Rotarije. Kardinal Josip Bozanić zaredio ga je 29. ožujka 2008. za zagrebačkog pomoćnog biskupa.
Biskupsko geslo mons. Šaška glasi In novitate vitae - U novosti života (Rim 6,4).